# Kabinett De Jong

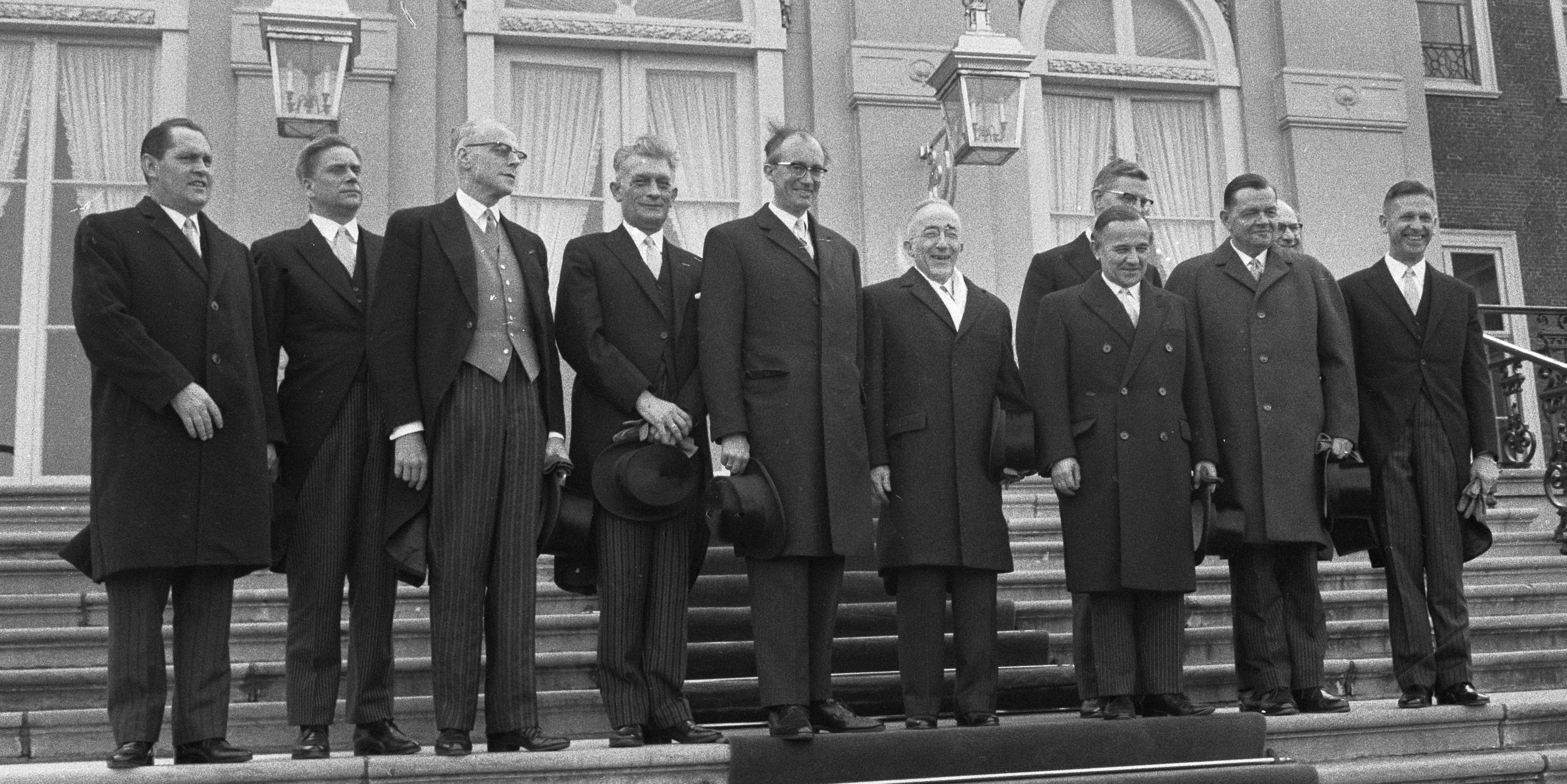
Das Kabinett bei Amtsantritt, vor Palast Huis ten Bosch

Das Kabinett De Jong bildete vom 5. April 1967 bis 6. Juli 1971 die Regierung der Niederlande. Es handelte sich um eine Koalition aus den christdemokratischen Parteien KVP, ARP und CHU und der liberalen VVD.

## Zusammensetzung
Das Kabinett bestand aus 14 Ministern und 12 Staatssekretären.

### Minister
| Geschäftsbereich/Amt                                                     | Minister                               | Partei |
| ------------------------------------------------------------------------ | -------------------------------------- | ------ |
| allgemeine Angelegenheiten Ministerpräsident                             | Piet de Jong                           | KVP    |
| Finanzen stellvertretender Ministerpräsident                             | Johan Witteveen                        | VVD    |
| Verkehr und Wasserwirtschaft stellvertretender Ministerpräsident         | Joop Bakker                            | ARP    |
| Äußeres                                                                  | Joseph Luns                            | KVP    |
| Justiz                                                                   | Carel Polak                            | VVD    |
| Inneres                                                                  | Henk Beernink                          | CHU    |
| Bildung und Wissenschaft                                                 | Gerard Veringa                         | KVP    |
| Verteidigung                                                             | Willem den Toom                        | VVD    |
| Wohnungswesen und Raumordnung                                            | Wim Schut                              | ARP    |
| Wirtschaft                                                               | Leo de Block bis 7. Januar 1970        | KVP    |
| Wirtschaft                                                               | Johan Witteveen 7. bis 14. Januar 1970 | VVD    |
| Wirtschaft                                                               | Roelof Nelissen ab 14. Januar 1970     | KVP    |
| Landwirtschaft und Fischerei                                             | Pierre Lardinois                       | KVP    |
| Soziales und Gesundheit                                                  | Bauke Roolvink                         | ARP    |
| Kultur, Freizeitgestaltung und Fürsorge                                  | Marga Klompé                           | KVP    |
| Minister ohne Geschäftsbereich beauftragt mit Entwicklungszusammenarbeit | Berend Jan Udink                       | CHU    |

### Staatssekretäre
| Geschäftsbereich                        | Staatssekretär                                | Partei |
| --------------------------------------- | --------------------------------------------- | ------ |
| Äußeres                                 | Hans de Koster ab 12. Juni 1967               | VVD    |
| Justiz                                  | Klaas Wiersma ab 20. April 1970               | VVD    |
| Inneres                                 | Chris van Veen ab 10. Mai 1967                | CHU    |
| Bildung und Wissenschaft                | Hans Grosheide                                | ARP    |
| Finanzen                                | Ferd Grapperhaus ab 10. Mai 1967              | KVP    |
| Verteidigung                            | Adri van Es                                   | ARP    |
| Verteidigung                            | Joop Haex ab 18. April 1967                   | CHU    |
| Verteidigung                            | Anthony Ernst Mary Duynstee ab 28. April 1967 | KVP    |
| Verkehr und Wasserwirtschaft            | Mike Keyzer ab 18. April 1967                 | VVD    |
| Wirtschaft                              | Louis van Son ab 18. April 1967               | KVP    |
| Soziales und Gesundheit                 | Roelof Kruisinga ab 18. April 1967            | CHU    |
| Kultur, Freizeitgestaltung und Fürsorge | Hein van de Poel ab 29. Mai 1967              | KVP    |